# ロノーク郡 (アーカンソー州)
ロノーク郡（英: Lonoke County）は、アメリカ合衆国アーカンソー州の中央部に位置する郡である。2010年国勢調査での人口は68,356人であり、2000年の52,828人から29.4%増加した。郡庁所在地はロノーク市（人口4,245人）であり、同郡で人口最大の都市はカボット市（人口23,776人）である。ロノーク郡は1873年4月16日に州内70番目の郡として設立され、郡名は現在の郡庁舎の位置に立っていた「孤立したオーク」の木に因んで名付けられた。鉄道の測量技師からはレッドオークの木が土地の目印に使われた。州内で郡名と郡庁所在地の名が同じ唯一の郡である。アルコールの販売が禁止される禁酒郡である。
ロノーク郡はリトルロック・ノースリトルロック・コンウェイ大都市圏に属している。
郡内にはキャンプ・ネルソン南軍墓地、トルテック・マウンズ州立公園があり、また世界最大級の孵化場であるジョー・ホーガン魚類孵化場がある。
ノースリトルロック市にはアメリカ国立気象局予報事務所がある。

## 地理
アメリカ合衆国国勢調査局に拠れば、郡域全面積は802.43平方マイル (2,078.3 km2)であり、このうち陸地765.96平方マイル (1,983.8 km2)、水域は36.47平方マイル (94.5 km2)で水域率は4.54%である。

### 主要高規格道路
- 州間高速道路40号線
- アメリカ国道67号線
- アメリカ国道70号線
- アメリカ国道165号線
- アメリカ国道167号線
- アーカンソー州道5号線
- アーカンソー州道13号線
- アーカンソー州道15号線
- アーカンソー州道31号線
- アーカンソー州道38号線
- アーカンソー州道89号線

### 隣接する郡
- ホワイト郡 - 北
- プレーリー郡 - 東
- アーカンソー郡 - 南東
- ジェファーソン郡 - 南
- プラスキ郡 - 西
- フォークナー郡 - 北西

## 人口動態

人口ピラミッド

以下は2000年の国勢調査による人口統計データである。
| 基礎データ - 人口: 52,828人 - 世帯数: 19,262 世帯 - 家族数: 15,024 家族 - 人口密度: 27人/km2（69人/mi2） - 住居数: 20,749軒 - 住居密度: 10軒/km2（27軒/mi2） 人種別人口構成 - 白人: 91.03% - アフリカン・アメリカン: 6.44% - ネイティブ・アメリカン: 0.49% - アジア人: 0.42% - 太平洋諸島系: 0.03% - その他の人種: 0.51% - 混血: 1.08% - ヒスパニック・ラテン系: 1.75% 年齢別人口構成 - 18歳未満: 28.7% - 18-24歳: 8.0% - 25-44歳: 30.9% - 45-64歳: 21.9% - 65歳以上: 10.4% - 年齢の中央値: 35歳 - 性比（女性100人あたり男性の人口） - 総人口: 96.8 - 18歳以上:93.5 | 世帯と家族（対世帯数） - 18歳未満の子供がいる: 40.3% - 結婚・同居している夫婦: 63.3% - 未婚・離婚・死別女性が世帯主: 10.6% - 非家族世帯: 22.0% - 単身世帯: 19.0% - 65歳以上の老人1人暮らし: 7.6% - 平均構成人数 - 世帯: 2.71人 - 家族: 3.09人 収入と家計 - 収入の中央値 - 世帯: 40,314米ドル - 家族: 46,173米ドル - 性別 - 男性: 32,451米ドル - 女性: 22,897米ドル - 人口1人あたり収入: 17,397米ドル - 貧困線以下 - 対人口: 10.5% - 対家族数: 8.1% - 18歳未満: 12.2% - 65歳以上: 13.6% |

## 都市と町
| - オールポート - オースティン - カボット | - カーライル - コイ - イングランド | - ハムノーク - キーオ - ロノーク - 郡庁所在地 | - ウォード |

### 国勢調査指定地域
- スコット

## 郡区
アーカンソー州の郡はさらに郡区に小区分されている。各郡区には未編入領域と、編入済み自治体がある。現代の郡区にはその維持目的が限られたものになっている。アメリカ合衆国国勢調査局は郡区を元に人口を集計している。また系図調査など歴史的な目的には価値がある。1つ以上の郡区に入っている町や都市は統計調査に基づいて扱われる。ロノーク郡の郡区は下記リストの29区であり、その中に含まれる町や都市を括弧書きしている。
- バトラー
- カーライル（カーライル）
- キャロライン（オースティン、カボットの小部分、ウォードの一部）
- クリーブランド
- クルックトクリーク（オールポート、ハムノーク）
- ドーチ（スコット）
- イーグル
- フレッチャー
- ファーロウ
- グッドラム
- グレイ
- ガムウッズ（イングランド）
- ハミルトン
- インディアンバイユー（コイ）
- イスベル
- ラファイエット（キーオ）
- ロノーク（ロノーク）
- マグネス（カボットの一部）
- オークグローブ（カボットの小部分）
- ペタス
- プレーリー
- プラスキ
- リッチウッズ
- スコット
- トッテン
- ウォールズ
- ウォード（ウォードの部分）
- ウィリアムズ
- ヨーク（カボットの大半）